# Арарат (город, Армения)
Арара́т (арм. Արարատ) — город в Араратской области Армении. Расположен в 48 км к юго-востоку от Еревана.

## Название
Город назван в честь священной горы Арарат, что располагается в 7 км от города, на Араратской равнине, которая является самой плодородной равниной Армении за всю её историю, и на ней располагались самые крупные населенные пункты.

## История
Город основан в 1939 году в связи с начатым строительством рабочего поселка при вновь построенном цементном заводе. В 1935 году, существенно расширив собственные границы, поселок объединяется с селом Давалу и в 1939 году получает официальний статус рабочего поселка Араратаван. В 1962 году по распоряжению Советского правительства Армении рабочий поселок получает статус города. В 1972 году Арарат становится городом республиканского подчинения. 
После обретения Арменией независимости Арарат был включен в состав Араратской области, образованной в результате слияния Масисского, Арташатского и Араратского районов Армянской ССР в соответствии с законом об административном делении Армении 1995 года.
Во время Карабахского конфликта 1987—1994 гг. жители города прислали в приграничный Ерасхаван единицу боевой техники: трактор «Комацу» в немыслимой стальной обшивке, напоминающий машину инопланетян из научно-фантастических фильмов 60-х годов. Трактор был снабжен пулеметом Дегтярева времен Второй мировой войны.

## Экономика
Город Арарат известен как центр тяжелой промышленности, здесь расположены цементный завод и фабрика по переработке золотой руды. Рядом с городом расположены винный, коньячный и консервный заводы. В городе развёртываются международные экологические проекты для защиты окружающей среды.
Также в городе есть высшая, средняя и основная школы, городские детские библиотеки, детские сады, «Среднее профессиональное художественное училище» им. Газароса Сарьяна, больница, поликлиники, узел связи.

## Транспорт
Город является важным пунктом на автомагистрали М-2, которая соединяет столицу Ереван с югом Армении, доходя до границы с Ираном.
В городе есть железнодорожная станция Арарат, откуда ходят электрички до Еревана и Ерасха. В советские годы он соединял Ереван с Нахичеванской Автономной Республикой.

## Города-побратимы
- Бусси-Сен-Жорж (Франция), 7 августа 2009[7]

## Галерея

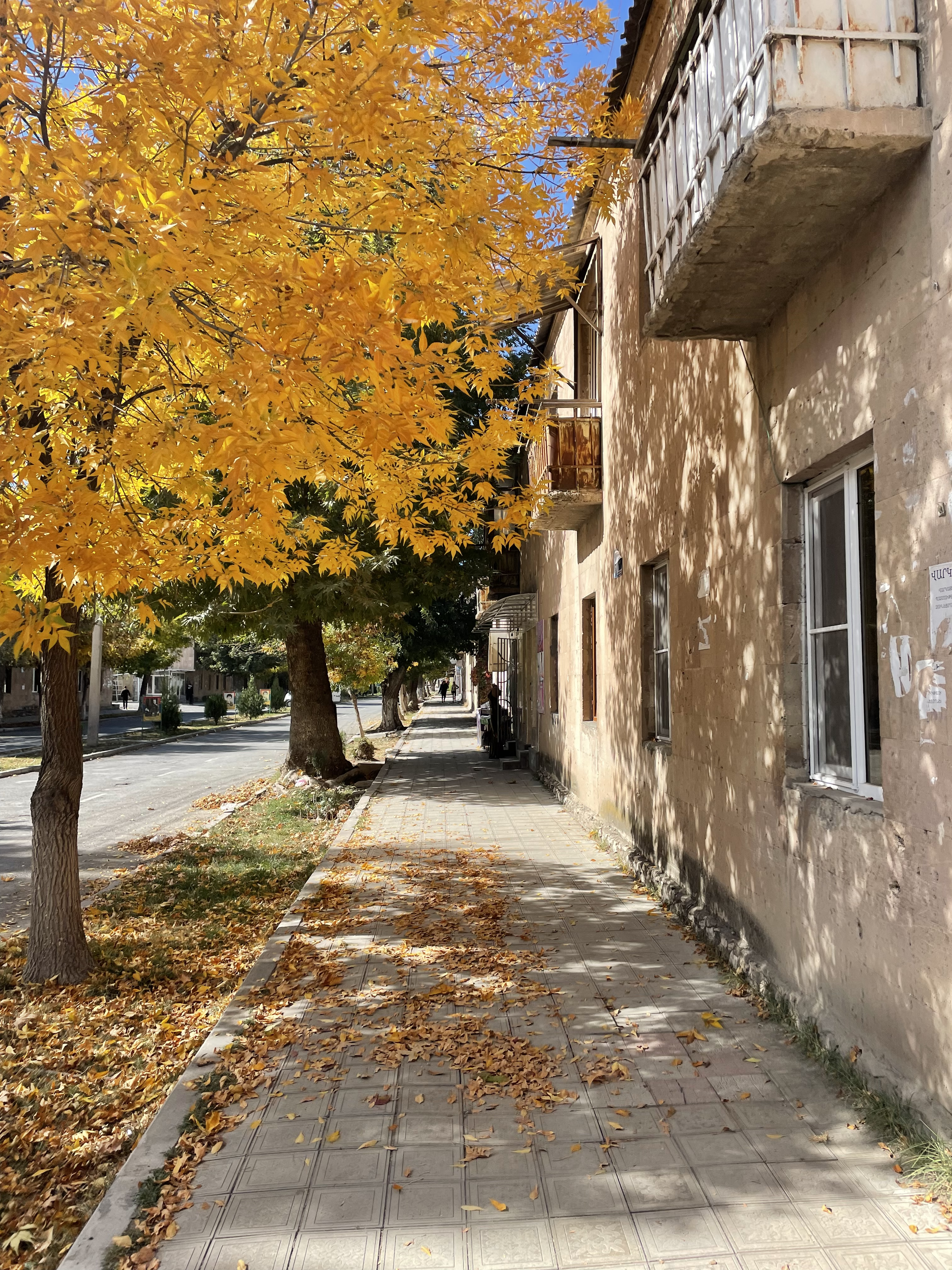
Осень на улице Спандаряна
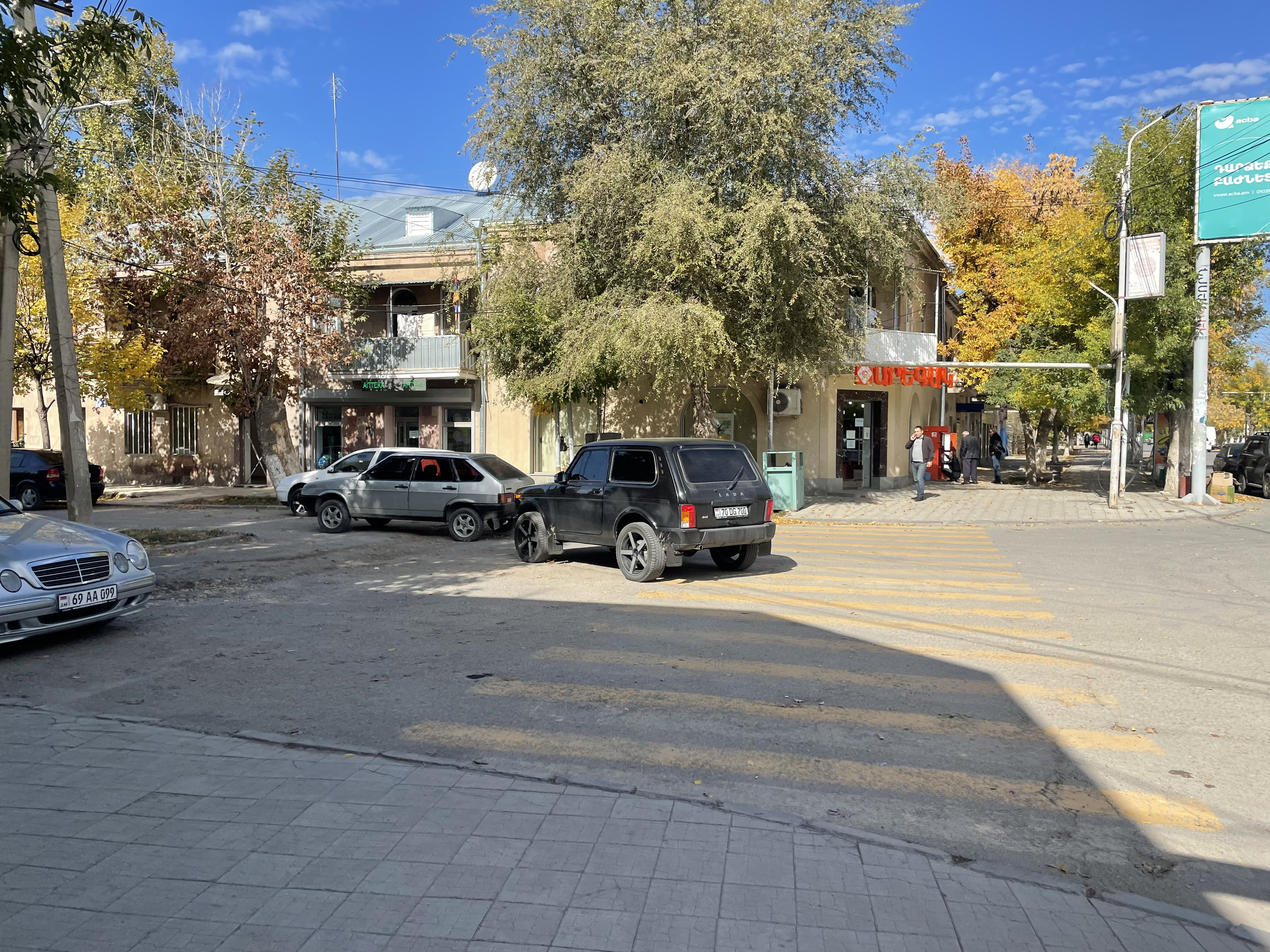
Перекрёсток улиц Спандаряна и Шаумяна
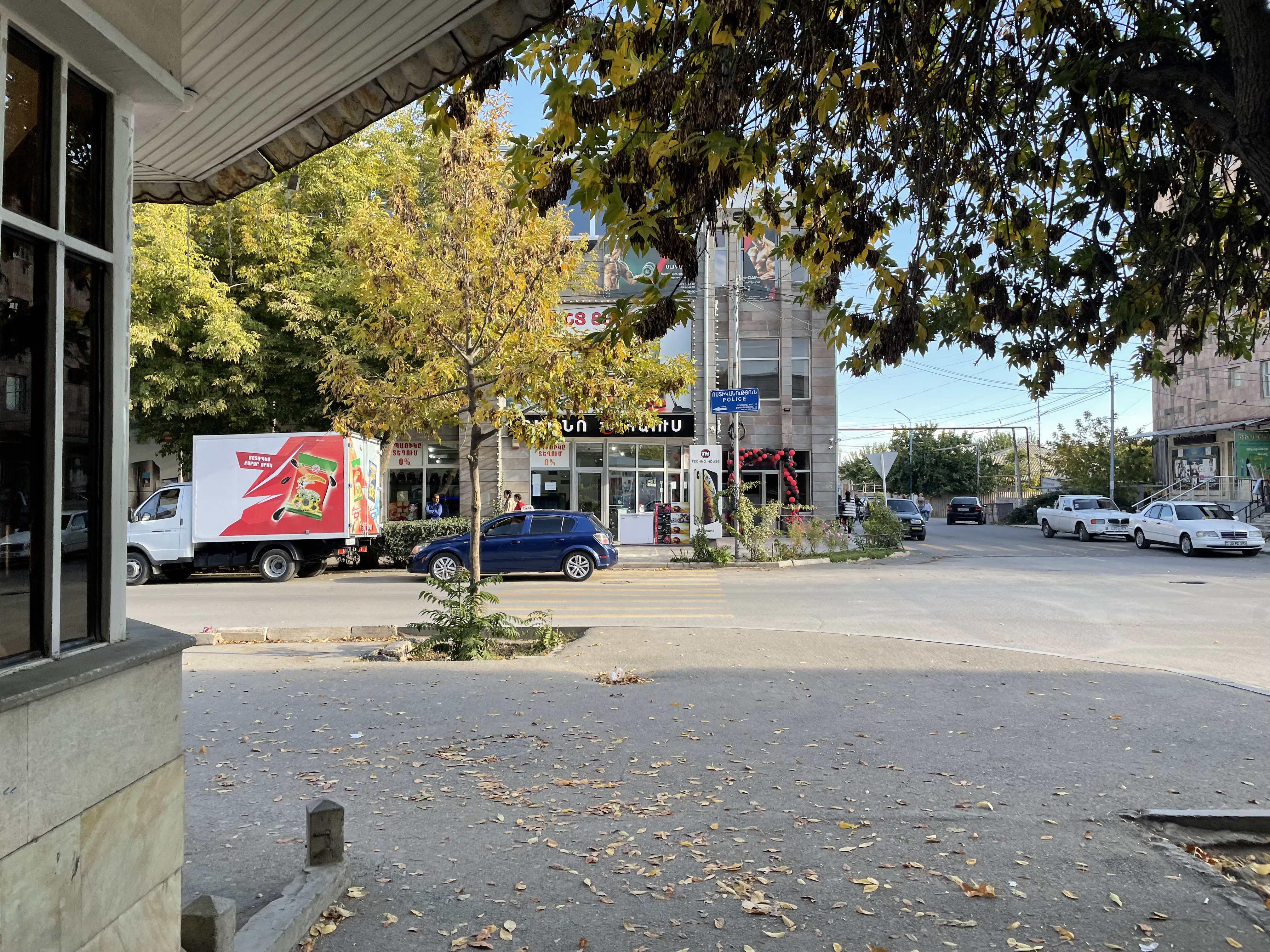
Улица Сероба около автостанции
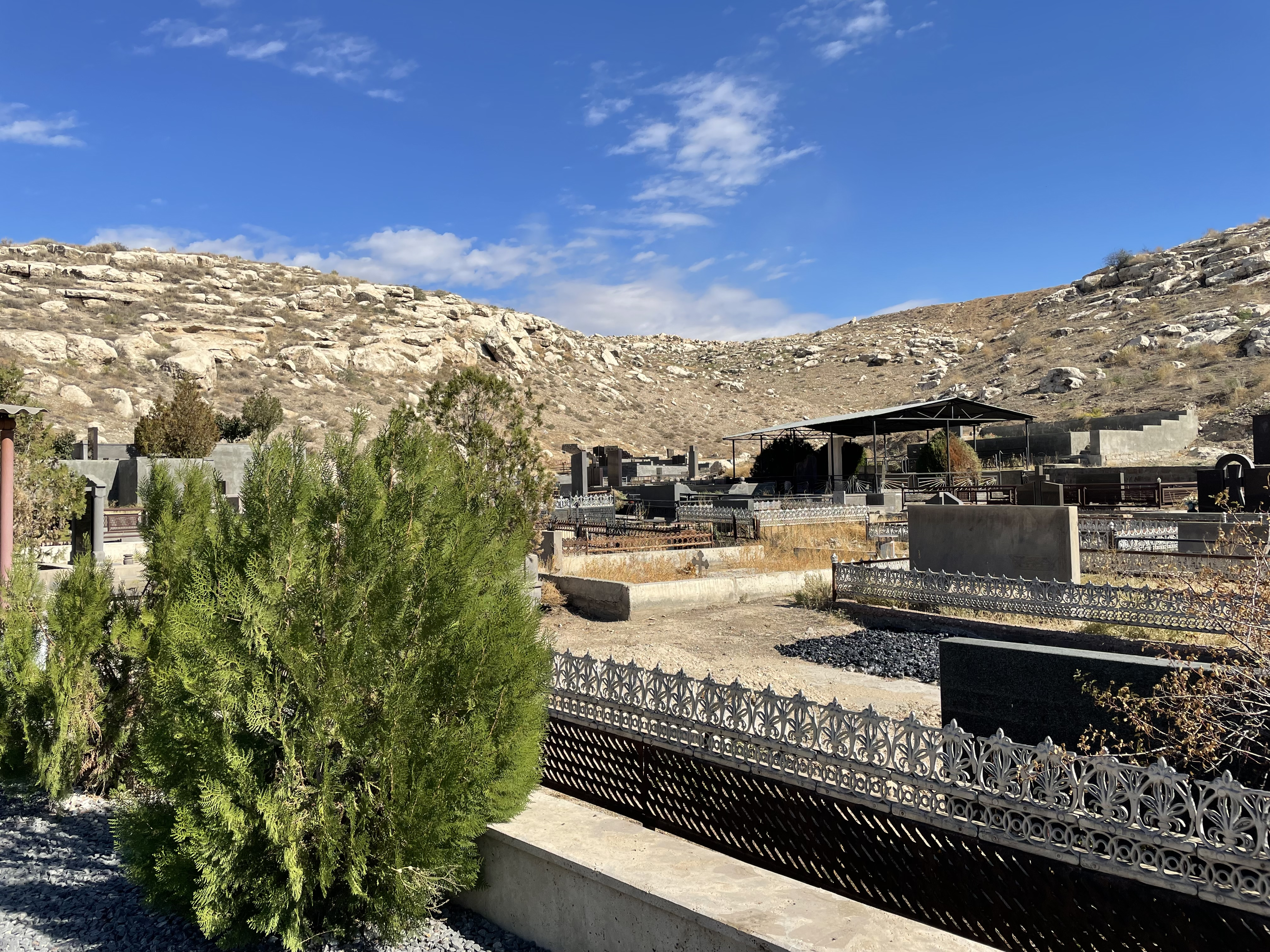
Кладбище Арарата
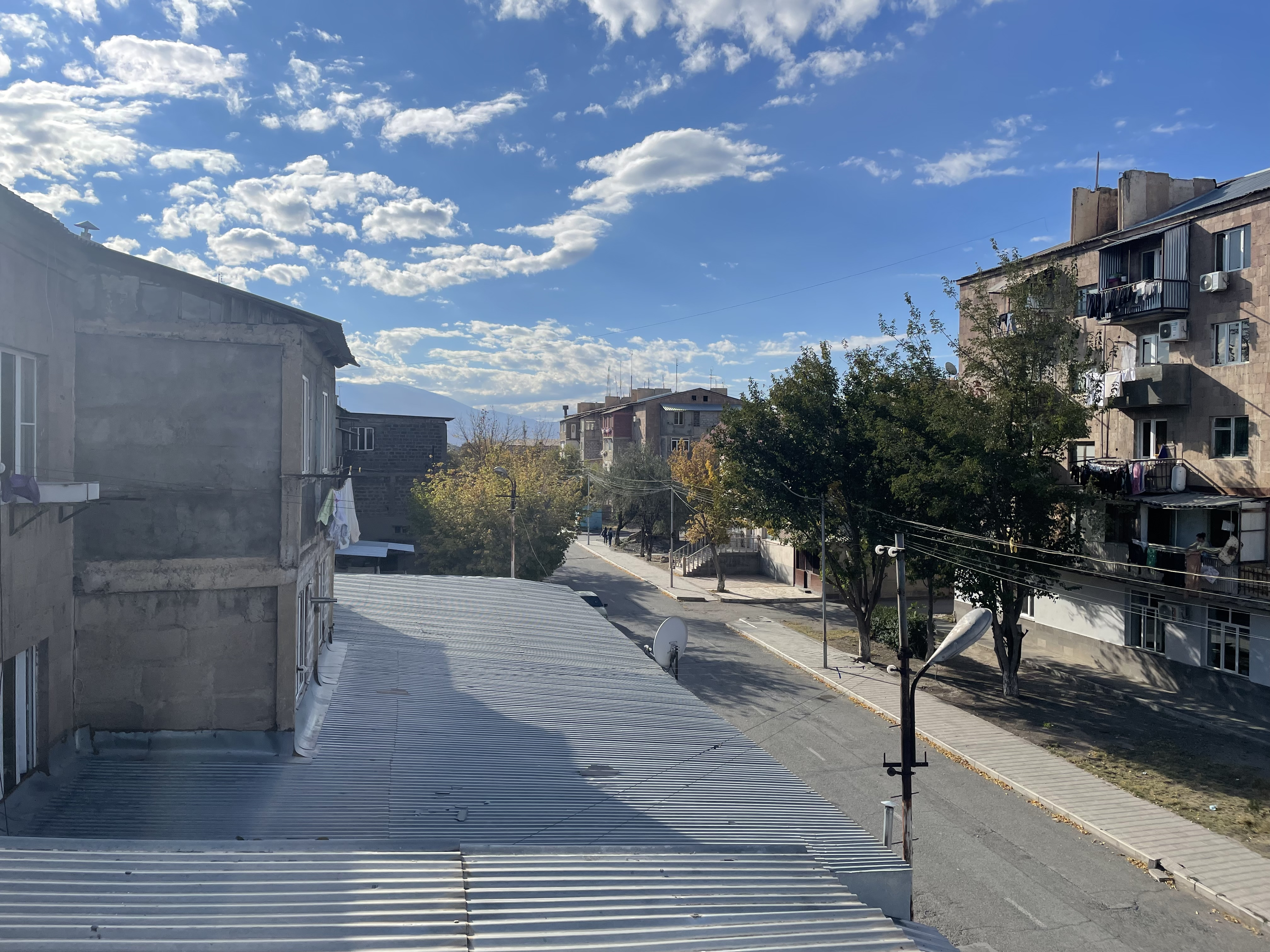
Улица Абовяна
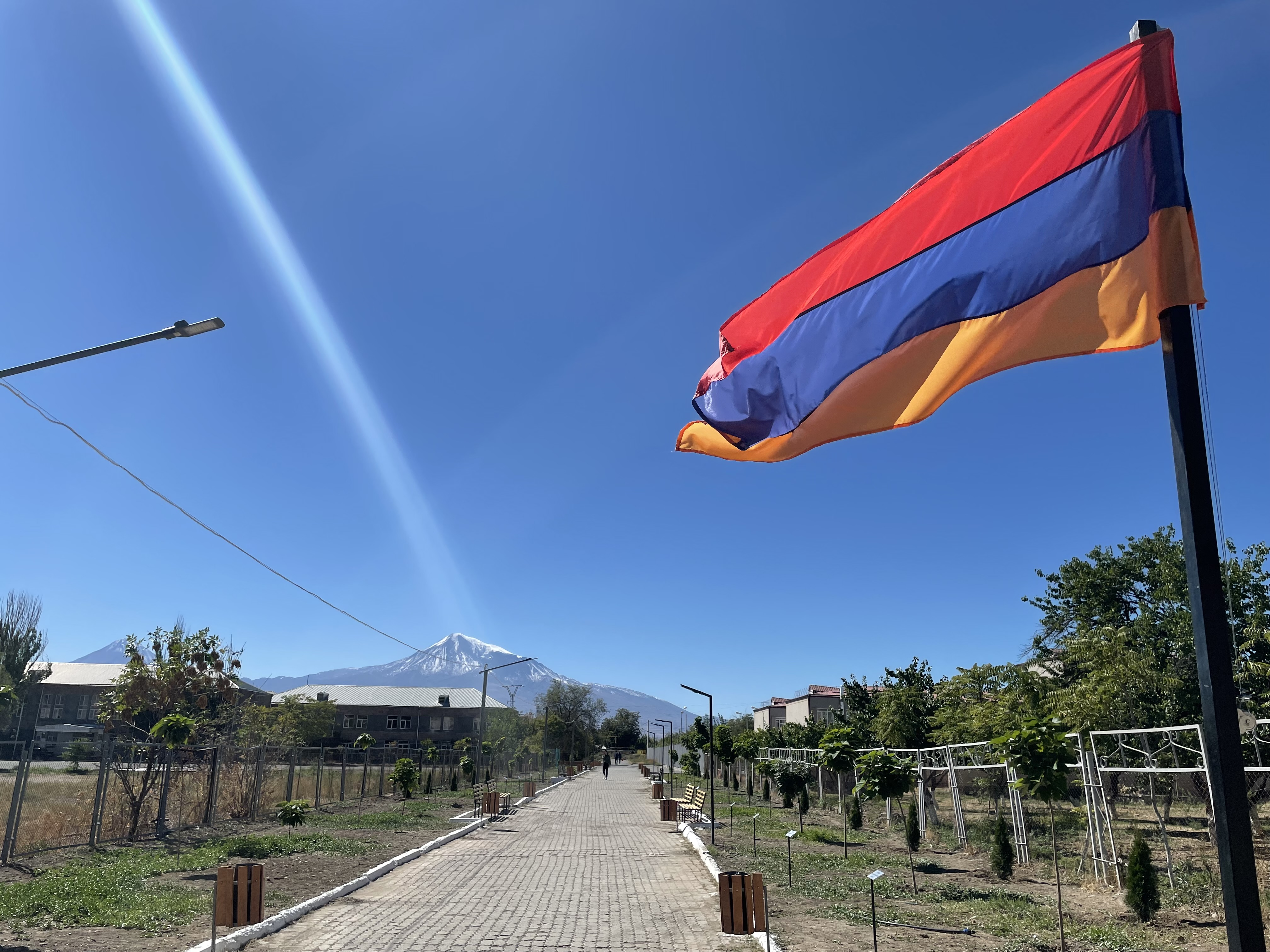
Парк Героев
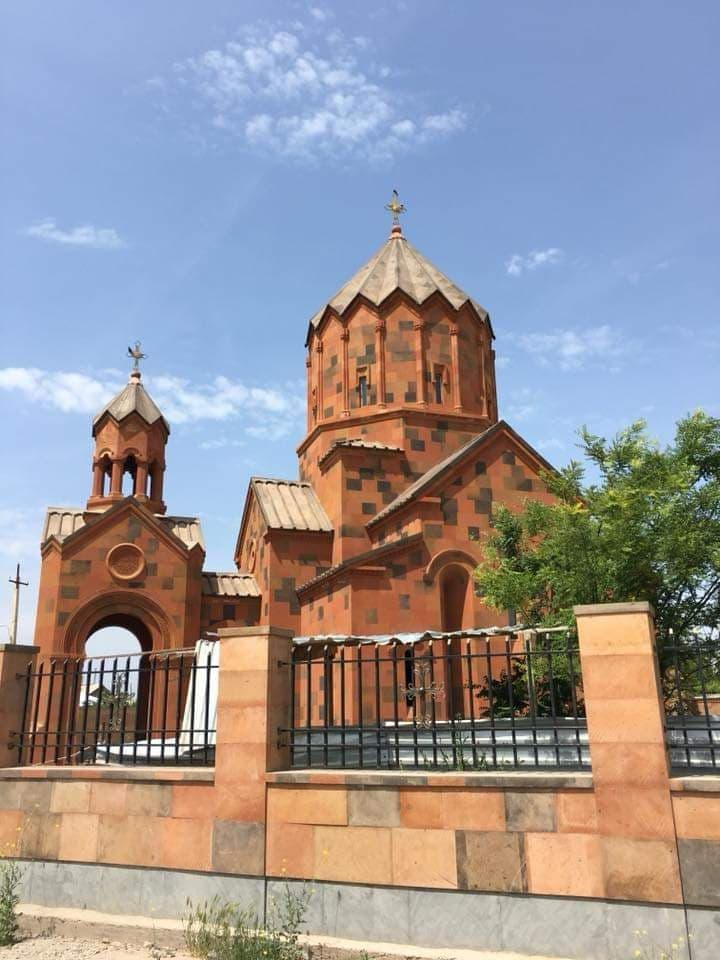
Церковь Сурб Аменапркич
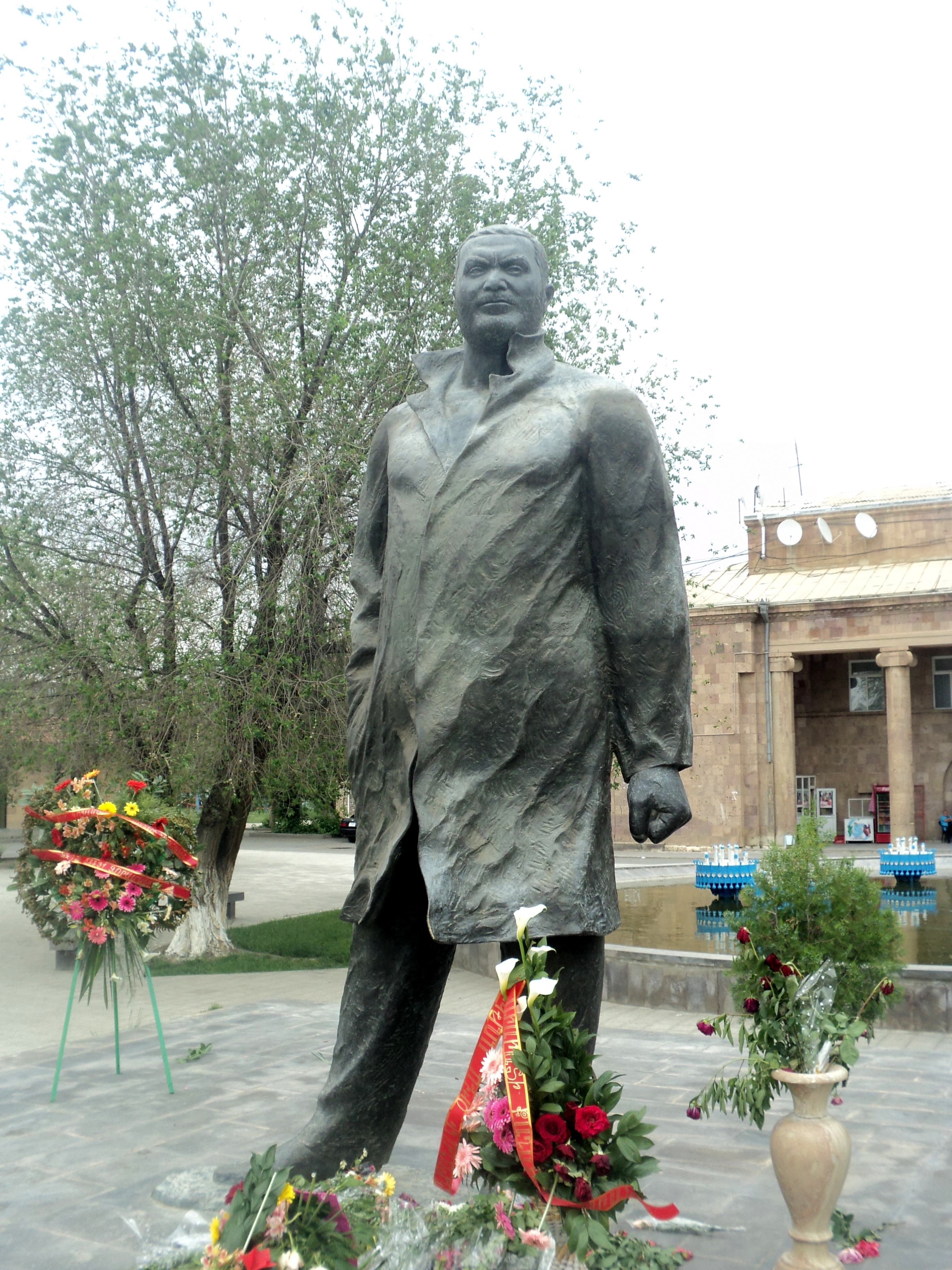
Памятник Вазгену Саргсяну